# Сучасне українсько-російське протистояння
Сучасне українсько-російське протистояння — цивілізаційне протистояння між Україною та Росією з моменту фактичного та формального розпаду СРСР і по теперішній час, пов'язане з історичним прагненням України до незалежності та намаганнями Росії відновити світову гегемонію, втрачену з розпадом СРСР.
У російській агресивній стратегії Україна посідає ключове місце. Без її повного підпорядкування Росією успішне продовження агресивного зовнішнього курсу РФ неможливе. Головна мета російської агресії проти України полягає у фактичному перетворенні України на усталеного сателіта Росії при одночасному збереженні формальної політичної незалежності України.

## Передумови протистояння

### Історичне підґрунтя протистояння
Історичним підґрунтям протистояння є загальні відмінності культур та історії розвитку народів України і Росії в різних формах їх існування. Загалом, ці відмінності наступні: 
Наслідком цих відмінностей є серія конфліктів та українсько-російських війн з часів Русі і донині.

### Глобальні передумови та причини протистояння
Досягнення у сферах сучасних технологій з виробництва нових матеріалів та створення екологічно чистих джерел енергії призвели до поступового зменшення ролі традиційних вуглеводних джерел енергії та перерозподілу сфер впливу глобальних політичних гравців на користь технологічно розвинутих країн за рахунок країн, економіка яких базується на видобутку вуглеводнів. Зважаючи, що доля вуглеводнів в економіці Росії тривалий час була значною, російський політикум обрав шлях на провокування мілітаристських і шовіністичних настроїв у внутрішній політиці та дестабілізацію ринків нафти і газу у зовнішній для отримання, а згодом відновлення надприбутків від високих цін на енергоносії.
У свою чергу, російська агресивна політика стала можливою через внутрішню слабкість єдиної Європи та інерційність і реактивність її зовнішньої та безпекової політики.
За цих умов основними передумовами виникнення протистояння Росії та України, яке, загалом, переросло у збройну агресію Росії проти України, стали:
- намагання Росії відновити та розширити контроль над частиною світу та утримати за собою світову гегемонію, втрачену з розпадом СРСР та економічним занепадом;
- намагання України в умовах економічного, політичного та інформаційного тиску з боку Росії зберегти та розширити свою незалежність;
- встановлення в Росії авторитарного режиму з елементами фашизму та нацизму;
- наростаючі демографічні проблеми Росії;
- слабкість державних інститутів України.

### Економічні передумови
Основними економічними передумовами сучасного українсько-російського протистояння стали:
- економічна політика СРСР, яка дозволяла здійснювати пріоритетний розвиток одних республік за рахунок інших шляхом перерозподілу інвестицій в народне господарство республік;
- повна або часткова втрата можливостей здійснювати такий перерозподіл з розпадом СРСР.

Так, наприклад, темпи економічного зростання Білоруської, Російської та Української РСР на 1940 рік становили 8.1, 8.7 та 7.3 відповідно, тобто РРФСР мала темпи економічного зростання на 19.2% більші порівняно з УРСР і на 7.4% більші порівняно з БРСР. На 1986 рік темпи економічного зростання РРФСР перевищували темпи зростання УРСР вже на 54.3%, а за планом на 1987 рік — мали перевищувати на 56.1%. При цьому Україна тривалий час отримувала з центру не більше 13% загальної суми  капіталовкладень, що було значно менше її частки в загальносоюзному обсязі (на 1990 рік ця частка становила 17.8%).
Наслідком економічної політики СРСР стосовно УРСР та окремих інших республік стало те, що на момент розпаду СРСР Україна отримала вкрай неефективну економіку з високим рівнем зносу виробничих потужностей, а Росія втратила широкі можливості забезпечувати розвиток своєї економіки за рахунок колишніх республік СРСР, насамперед — України. При цьому в Росії активно впроваджувалася теза про «розрив економічних зв'язків».
З метою відновлення можливостей перерозподілу інвестицій в економіку Росія вдалась до ряду політичних та економічних заходів, які загалом переросли у серію політичних та економічних конфліктів між Україною та Росією. Як найбільш ефективним з таких заходів Росія обрала тарифи на енергоносії, які в умовах неефективної української економіки (через непропорційний перерозподіл інвестицій між республіками СРСР), мали змусити українське політичне керівництво до поступок, а українську економіку — до продовження дотування російської.
Ще одним засобом для поновлення такої економічної політики мав стати так званий «Митний союз», до якого через тиск Росії мала вступити Україна.

### Політичні передумови
Наявність економічних передумов до протистояння призвела до їх трансформації у політичне протистояння. Це протистояння відбувається у двох основних напрямках. На пострадянському просторі, частина з якого з часів розпаду СРСР встигла доволі тісно інтегруватись в європейські та світові економічні та політичні процеси, Росія використовує для контролю над сусідами енергетичні ресурси, економічні важелі, штучні об’єднання, такі як СНД, ОДКБ, ЄАЕС, а за необхідності, як це було у 1992 році у Молдові, у 2008 році у Грузії і є з 2014 року в Україні, і пряму військову силу.
За наявності істотного технологічного відставання Росії від країн Заходу метою російського політикуму на європейському напрямку стало руйнування єдності ЄС та перетворення його складових на корумповані автократії, за своєю сутністю подібних путінській Росії, що має слугувати продовженню панування російської економічної моделі.

### Культурні передумови
Російський політикум, в різних формах існування російської держави, проводив цілеспрямовану політику на нищення української культури і самої ідеї української існування української нації. Так, до 1905 року повноцінне й відкрите українське культурне життя поза рамок етнографії було неможливе, а з 1905 року визнання українців лишалося половинчатим. Наслідком такої політики стало те, що з розпадом СРСР Україна як держава була змушена відтворювати себе з досить низьких позицій. Так, в тодішній Україні не знали української мови 11,8 млн осіб або 23% населення республіки.
Спроби культурного відтворення України за часів розпаду СРСР наразилися на жорсткий спротив Росії. Російська культурна політика щодо України стала частиною загальної стратегії ліквідації української державності. Засобами реалізації цієї стратегії стали засоби масової інформації, кінематограф, шоу-бізнес, Інтернет та інші. Проведенню російської культурної експансії проти України сприяла неефективність української державної гуманітарної і культурної політики.

## Початковий етап протистояння (1991—2004)

### Історія розвитку
Росія розпочала боротьбу за утримання України в сфері свого контролю з перших років незалежності України. З розпадом СРСР на теренах Росії тривали процеси дезінтеграції, які загрожували подальшому існуванню держави, тому в цей час політичне керівництво Росії та суспільна думка були направлені на вирішення головним чином внутрішніх проблем за для збереження держави. Серед внутрішніх проблем Росії на той час найбільш гострими були боротьба чеченців за власну державність, яка переросла у Першу чеченську війну (1994-1996), зростання національного руху в Татарстані, яке переросло у проголошення незалежності, та окремих інших національних та адміністративних утвореннях Росії (наприклад, спроба 1993 року створення Уральської Республіки).
За наявності внутрішніх проблем спроби тиску на Україну мали несистемний характер. Так, за словами першого Президента сучасної України Леоніда Кравчука, Президент Росії Борис Єльцин заявляв в 1993 році, що Росія ніколи не відпустить Україну. На думку Президента Грузії Георгія Маргенашвілі політика Росії в 1990-ті роки трансформувалась в гібридну війну проти Грузії, України та інших сусідів.
Часткове розв'язання внутрішніх проблем дозволило російському політичному керівництву зосередитись на зовнішньополітичному напрямку. Перші системні спроби здійснення тиску на Україну напряму пов'язані з процесами реінтеграції на пострадянському просторі, започаткованими в 1995 році. В цей період також почали наростати тенденції авторитаризму, які російський письменник Борис Стругацький охарактеризував як загрозу фашизму.

### Методи
Основними методами здійснення тиску на Україну з 1991 року Росія обрала точковий вплив за декількома напрямками, який, загалом, маскувався риторикою щодо поваги незалежності України та міжнародного права. Оскільки в цей період Україна не відігравала помітної ролі в міжнародних відносинах (у тому числі внаслідок того, що продовжувався процес дипломатичного визнання держави), одним з головних напрямків російського впливу на той час стали зусилля російського політикуму та російської пропаганди щодо доведення економічної «неспроможності» України. Прикладом цих зусиль стала відома російська теза «Україна краде російський газ», яка, не зважаючи на відсутність будь-яких доказів та, тим більше, рішень суду щодо наявності фактів крадіжок, експлуатувалася російською пропагандою з 1993 і аж до початку російсько-української війни 2014 року, тобто понад 20 років.
Ще одним напрямком впливу Росія обрала звичайний шантаж. Одним з перших проявів шантажу стала заява керівництва Росії щодо можливого перегляду кордонів. Вперше вона була озвучена 26 серпня 1991, тобто через день після проголошення незалежності України. 28 серпня ця заява була офіційно проголошена віцепрезидентом Росії Олександром Руцьким під час його візиту до Києва. 22 травня 1992 були законодавчо оформлені претензії Росії щодо Криму.

### Засоби
Основним засобом досягнення своєї мети починаючи з 1991 року Росія обрала переважно не силове протистояння в надії ослабити державні та суспільні інститути України, що дозволило б Росії поступово нарощувати свій вплив на українське суспільство, правову та політичну державну системи. В окремі історичні моменти така стратегія Росії виявилась доволі дієвою, що призводило до коригування геополітичного напрямку державного розвитку.
За цих умов Україна не змогла провести помітних економічних та соціальних реформ, що, загалом, призвело до нарощування залежності українського політикуму від Росії.

## Підготовка до збройної агресії (2004 — початок 2014)

### Передумови та історія розвитку
Часткова перемога Помаранчевої революції та загроза виходу України з-під російського впливу змусила політичне керівництво Росії сформували в Україні (переважно в південно-східних регіонах і Криму) розгалужену мережу антиукраїнських організацій, контрольовану або очолювану російською агентурою, до яких належали структури Партії регіонів, КПУ, ПСПУ, партій «Родина», «Русское единство». До таких організацій належали: православні групи, орієнтовані на ідеї «русского мира», сепаратистські політичні групи («Донецька республіка»), криміналізовані парамілітарні утворення (козацькі формування, бійцівські клуби, охоронні структури тощо).
З 2007-2008 роках в Росії стали помітними симптоми поступового і сталого підйому російського квазі-містичного шовінізму, які стали визначальними у відношеннях Росії з Заходом.
З 2008 році Кремль почав цілеспрямовану пропагандистську підготовку до агресії проти України. Під час президентства Віктора Януковича окремі силові структури були переведені під контроль російських спецслужб, а створені проросійські організації були переведені під непрямий контроль правоохоронних органів України. Ці організації активно використовувались, у тому числі, як організована сила для спротиву Революції гідності.

### Методи
Основними методами здійснення тиску на Україну з 2004 року Росія обрала системний вплив на українську державу за декількома напрямками аж до проведення спеціальних операцій на території України, у тому числі — політичний, економічний та інформаційний тиск на Україну, приводом до якого слугував «захист інтересів Росії та російськомовних». Як результат в свідомості російського населення поступово створювався образ України, як недружньої, ворожої до Росії держави.
У цей час політичне керівництво України та уряд Миколи Азарова сприяли досягненню Росією своєї стратегічної мети з отримання повного контролю над Україною. Як приклад, у цей період стрімко почало зростати від'ємне платіжне сальдо України, загалом з 2010 до 2013 включно — мінус $44 млрд.

### Засоби
Головним засобом у протистоянні в цей період російське керівництво обрало пропаганду, спрямовану на населення Росії, російськомовне населення в Україні, сусідніх країнах та країнах Заходу. Метою цієї пропаганди було формування позитивного образу Росії та її політичного курсу. Одночасно Росія проводила спеціальні операції проти сусідніх країн, які мали спричинити розкол політичних еліт Заходу та сусідніх країн. До таких спеціальних операцій належали підкуп політиків та формування осередків російського впливу за кордоном, фальсифікація спортивних досягнень російських спортсменів тощо.
Також широко використовувались економічні важелі впливу, які реалізувались через вкрай невигідні для України економічні угоди. Як приклад, компанія Авіалінії Антонова у 2006 році відповідно до умов договору з російською компанією «Волга-Днєпр», яка здійснювала весь логістичний менеджмент, розпоряджаючись літаками Антонова і самостійно розподіляла прибуток, основна частина якого залишалася в Росії. Після розриву договору з початком російської збройної агресії проти України Авіалінії Антонова стабільно нарощували обсяги перевезень і значно випередили російську «Волга-Днєпр». Так само у 2012-2013 обсяги торгівлі України з Росією постійно скорочувались, загалом скорочення сягнуло 25 % попереднього обсягу. При цьому Росія, як один з дієвих засобів «доведення» своїх економічних інтересів, неодноразово створювала перепони для українського експорту в Росію, а блокування експорту продукції української компанії «Рошен» навіть отримало назву «Шоколадна війна».

## Збройна агресія Росії проти України (з 2014)

### Засоби
Основним засобом досягнення своєї мети починаючи з 2014 року Росія обрала спеціальні операції в інформаційному та кібернетичному просторах, які мали забезпечити прикриття збройної агресії Росії проти України, спричинити технічний колапс в окремих галузях економіки України та сприяти зміні політичних еліт окремих країн Заходу та міжнародних організацій на лояльні до Росії. На додачу до цих операцій було застосоване непряме та пряме силове протистояння в надії спровокувати в Україні політичний, економічний та соціальній колапс, який мав би закінчитись повним руйнуванням української держави.
За цих обставин на противагу збройній агресії та за обережної підтримки західних інститутів та окремих країн Україна почала економічні та соціальні реформи, покликані унеможливити зусилля Росії на підкорення української нації.

## Наслідки

### Геополітичні наслідки
Протистояння між Україною та Росією переросло у збройне протистояння. Воно відбувається на тлі загострення протистояння Росії і Заходу і зростання глобальної ядерної загрози через нарощування Росією власних ракетно-ядерних сил та розміщення НАТО сил проти-ракетної оборони в країнах Балтики, Польщі, Румунії і на Чорному морі.
Російська агресія проти України, незаконна анексія Криму та войовнича риторика Москви щодо Швеції, Румунії та Данії змінили систему безпеки в Європі, та загострили відносини Росії з країнами Заходу не лише у військово-політичній, а й економічній сферах.
Тим не менше, конфлікт Росії з Україною та збройний опір України російській військовій агресії надзвичайно ускладнив російській стороні досягнення її геополітичних цілей. При цьому західний політикум поступово, хоча і повільно, починає трансформувати своє ставлення до України від її сприйняття як сателіта Росії до незалежної держави, яка самостійно вправі вирішувати, який курс і яких політиків їй обирати.

### Економічні наслідки
Торговельне, газове, а згодом і збройне протистояння Росії і України призвели до втрати Росією позицій надійного експортера нафти та газу, що активізувало розвиток технологій з підвищення енергоефективності та відновлюваних джерел енергії в Європі. Станом Росії також скористались США, які внаслідок сланцевої революції почали постачання скрапленого газу до Європи.
21 березня 2018 Україна розірвала угоду про економічне співробітництво з Росією, яка була укладена урядом Азарова у 2011 році на період до 2020 року.
Дипломат і економіст Андерс Ослунд вважає, що на 2018 рік щорічні витрати Росії на війну в Україні становлять близько $45 млрд.

### Гуманітарні наслідки
З початком збройного протистояння Росії і України істотно зменшився вплив Росії на Україну в культурній сфері: в Україні підпали під заборону окремі російські теле- та кінопродукти, які містять пропаганду російських силових структур; в Україні заборонена діяльність окремих представників російської культури, які пропагували російську агресивну політику щодо України, виправдовували анексію Криму тощо. 